# Santa Sofía (Sullana)
Santa Sofía es un caserío peruano ubicado en el distrito de Ignacio Escudero, perteneciente a la provincia de Sullana del departamento de Piura, al norte del Perú.

## Ubicación
Santa Sofía se ubica al oeste de la provincia de Sullana, en el distrito de Ignacio Escudero, en el departamento de Piura.

## Demografía
En 2017 Santa Sofía tenía una población de 3388 habitantes.
| Gráfica de evolución demográfica de Santa Sofía entre 1993 y 2017 |
|                                                                   |
| Fuentes: Población 1993 y 2017                                    |